# Annabella
Annabella  è un nome proprio di persona italiano femminile.

## Varianti in altre lingue
- Catalano: Annabel[3]
- Francese: Annabelle[4]
- Inglese: Annabel[4][5], Annabelle[4][5], Annabella[4][5] Anabella[4], Anabelle[4]
- Olandese: Annabel[4]
- Portoghese: Anabela[4]
- Spagnolo: Anabel[3][4], Anabella[3]
- Tedesco: Annabella[6]

## Origine e diffusione
Molto spesso, questo nome viene interpretato e trattato come un composto di Anna e Bella. Tuttavia, la sua origine è probabilmente diversa: è attestato in Gran Bretagna, e specialmente in Scozia, già nel XII secolo nelle forme Annabell e Anabel, un tempo e luogo in cui il nome Anna godeva di scarsa diffusione: è quindi plausibile che si tratti di una variante di Amabel, nome corrispondente all'italiano Amabile. Alcune fonti ipotizzano anche origini celtiche. Da Annabella deriva probabilmente, a sua volta, il nome Arabella.
La sua introduzione in Italia è recente, forse dovuta alla fama dell'attrice francese Suzanne Charpentier, nota con lo pseudonimo di "Annabella"; è diffuso principalmente al Nord e al Centro.

## Persone
- Annabella, attrice francese

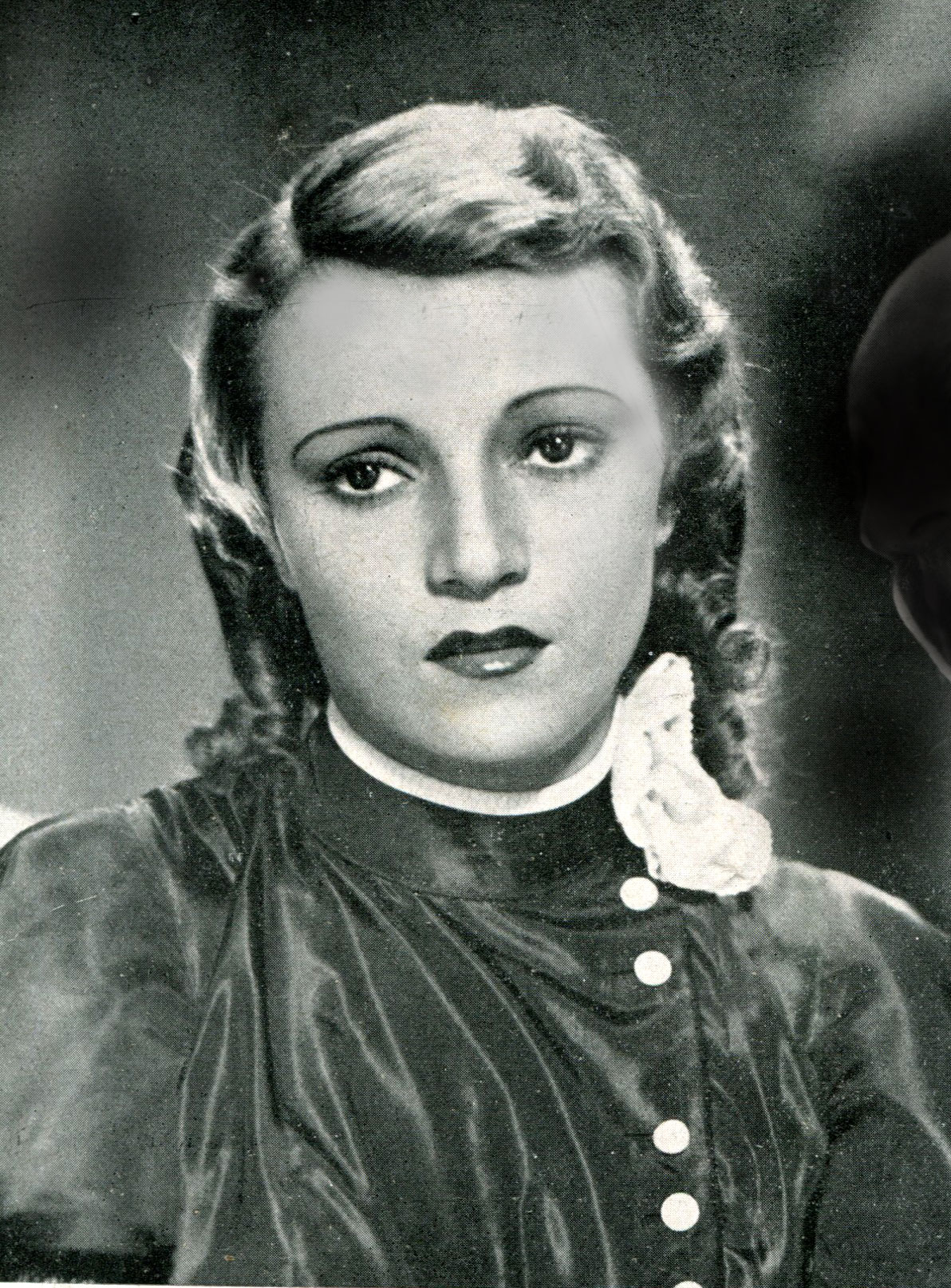
Annabella

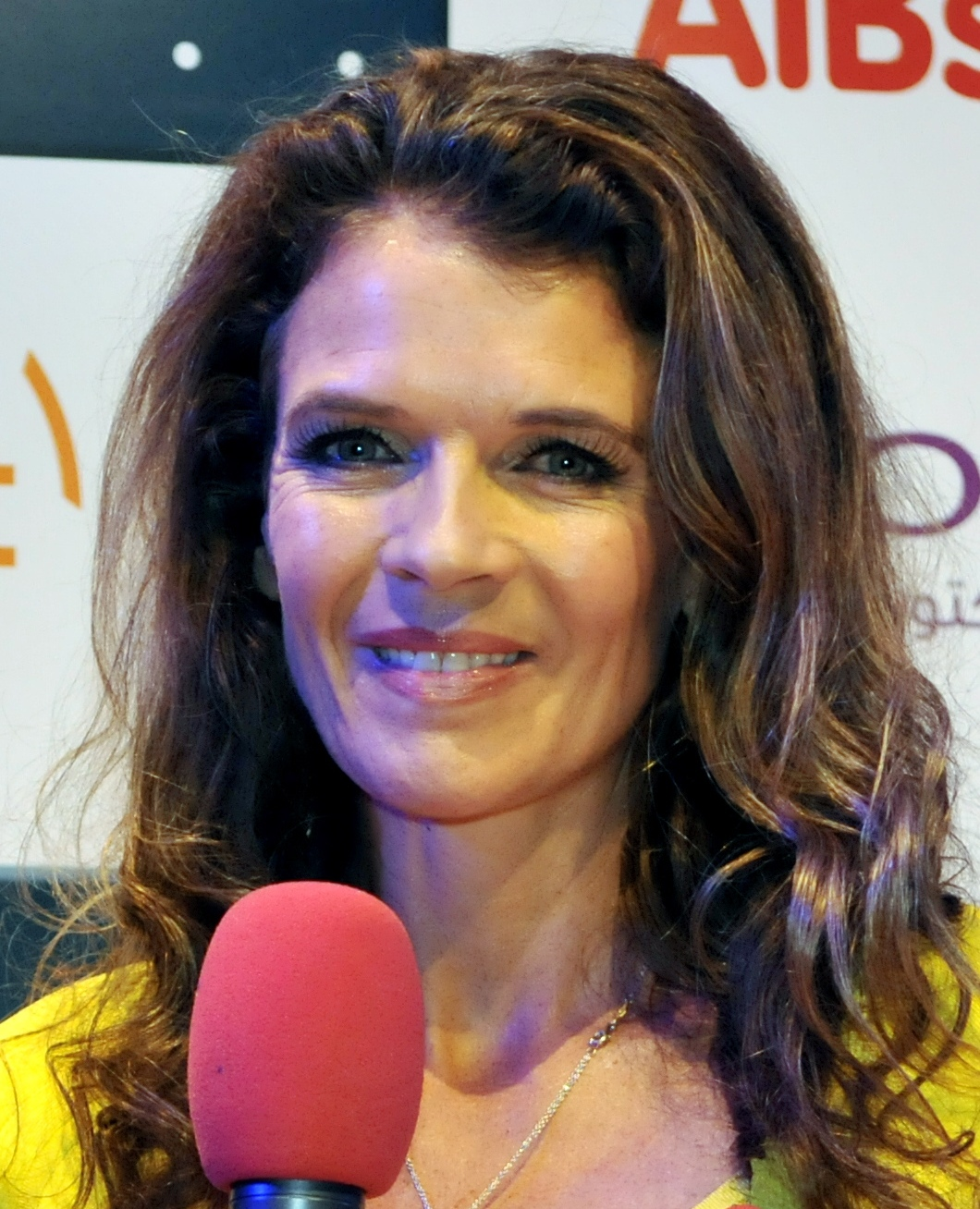
Annabel Croft

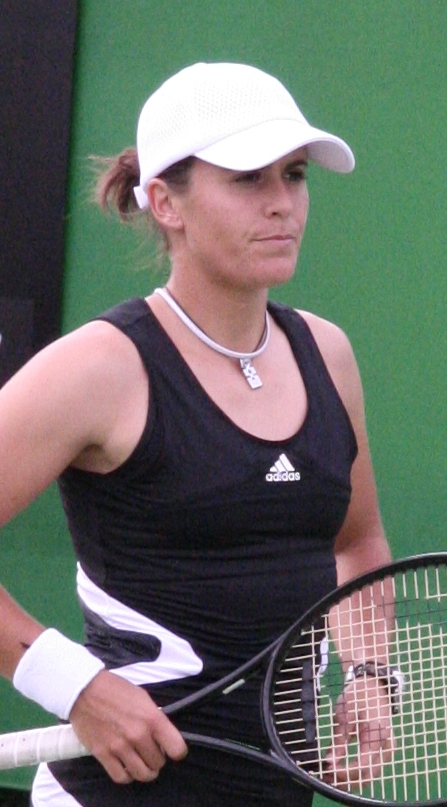
Anabel Medina Garrigues

- Annabella Avery Garah Thorne, vero nome di Bella Thorne, attrice e modella statunitense
- Annabella Drummond, regina consorte di Scozia
- Annabella Incontrera, attrice italiana
- Annabella Miscuglio, scrittrice e documentarista italiana
- Annabella Piugattuk, attrice canadese
- Annabella Rossi, antropologa, fotografa e documentarista italiana
- Annabella Schiavone, attrice italiana
- Annabella Sciorra, attrice statunitense

### Variante Annabelle
- Annabelle Lanyon, attrice inglese
- Annabelle Mouloudji, cantante e scrittrice francese
- Annabelle Wallis, attrice britannica

### Variante Annabel
- Annabel, cantante giapponese
- Annabel Croft, tennista e conduttrice televisiva britannica.
- Annabel Ellwood, tennista australiana
- Annabel Jankel, regista britannica
- Annabel Kosten, nuotatrice olandese
- Annabel Luxford, triatleta australiana
- Annabel Scholey, attrice britannica
- Annabel Vernon, canottiera britannica

### Variante Anabel
- Anabel Conde, cantante spagnola
- Anabel Hernández, giornalista e scrittrice messicana
- Anabel Medina Garrigues, tennista e allenatrice di tennis spagnola
- Anabel Torres, scrittrice, poetessa e traduttrice colombiana

### Altre varianti
- Anabela Cossa, cestista mozambicana
- Anabelle Smith, tuffatrice australiana

## Il nome nelle arti
- Annabella è un personaggio del film del 1943 L'avventura di Annabella, diretto da Leo Menardi.
- Annabelle è un personaggio del film del 1993 Entangled, diretto da Max Fischer
- Annabelle è un personaggio della serie animata Vultus V.
- Annabel Andrews è un personaggio del romanzo di Mary Rodgers A ciascuno il suo corpo e del film del 1976 da esso tratto Tutto accadde un venerdì, diretto da Gary Nelson.
- Annabelle Gravenberg è un personaggio della serie televisiva La strada per la felicità.
- Annabelle Farrell è un personaggio del film del 2000 Le riserve, diretto da Howard Deutch.
- Annabelle Foster è un personaggio della serie televisiva Desperate Housewives.
- Annabelle "Anna" Johnson è un personaggio secondario della serie televisiva The Vampire Diaries.
- Annabella Smith è un personaggio del film del 1935 Il club dei trentanove, diretto da Alfred Hitchcock.
- Annabelle Strang è un personaggio del romanzo di John Dos Passos Il 42º parallelo.
- Annabelle Tillman è un personaggio del film del 2006 Loving Annabelle, diretto da Katherine Brooks.
- Annabel Woods è un personaggio del film del 2009 Ufficialmente bionde, diretto da Savage Steve Holland.